# Schloss Schermau

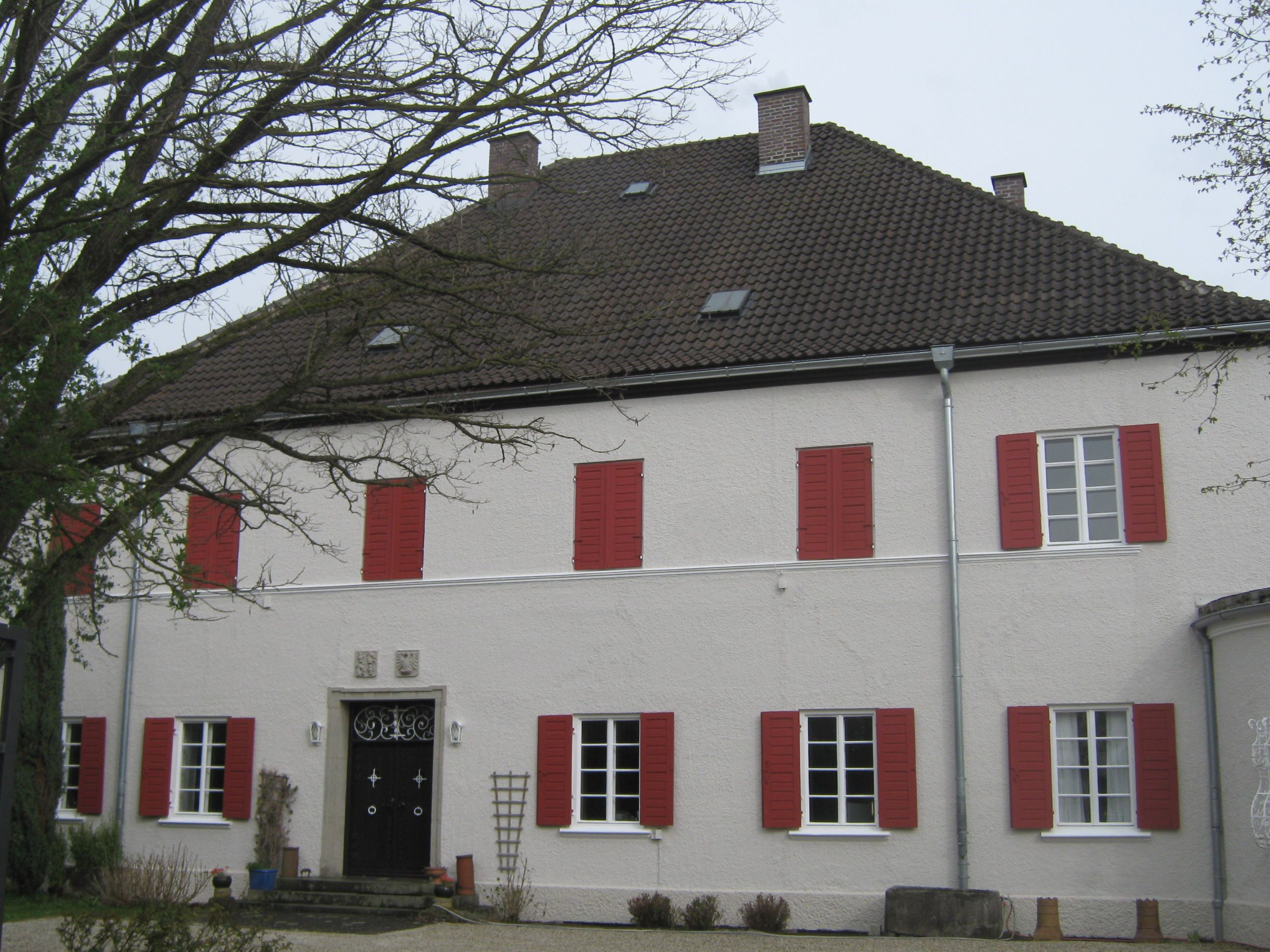
Schloss Schermau (2012)

Das Schloss Schermau befindet sich in Schermau, einem Dorf in der Gemarkung Frauenbiburg der niederbayerischen Stadt Dingolfing im Landkreis Dingolfing-Landau. Das ehemalige Hofmarkschloss liegt ca. 550 m südwestlich von der Expositurkirche Heilig Drei König von Frauenbiburg. Das denkmalgeschützte Gebäude ist als Baudenkmal unter der Aktennummer D-2-79-112-105 eingetragen. Die Anlage ist auch als Bodendenkmal mit der Aktennummer D-2-7440-0164 und der Beschreibung „untertägige mittelalterliche und frühneuzeitliche Befunde und Funde im Bereich des Hofmarkschlosses Schermau und dessen Vorgängerbauten mit Wirtschaftshof und barocker Gartenanlage“ verzeichnet.

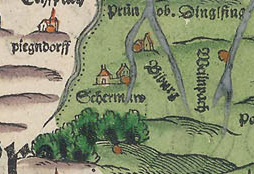
Schloss Schermau auf den Bairischen Landtafeln von Philipp Apian

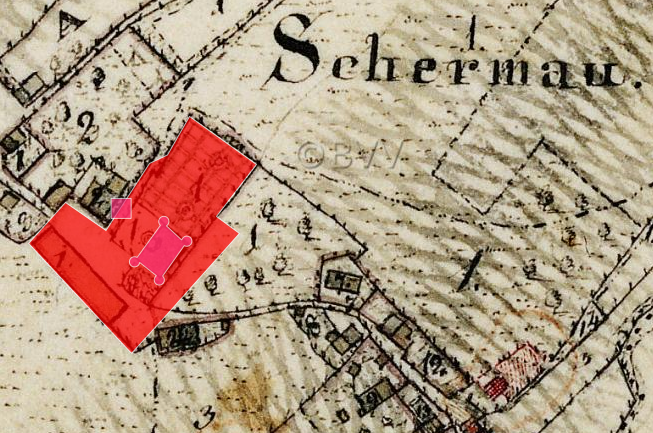
Schloss Schermau auf dem Urkataster von Bayern

## Baulichkeit
In der Karte von Philipp Apian von 1579 wird Schermau mit einem massigen Turm und einem Zelt- oder Kegeldach dargestellt, dieser ist mittels einer Mauer mit einem Wohntrakt verbunden. In der Topographie von Michael Wening von 1726 ist keine Abbildung des Schlosses enthalten, aber folgende Beschreibung: „Das vorhandene Schloß / so in einem Stoch vnder einer Tachung gebauet / vnnd herum einen Weyer hat / ist sehr alt / vnnd in Feinds-Zeiten zimblich ruiniert worden / man hat aber / was zum nothwendigsten gewest / nach und nach wider in etwas restauriert.“ Er fügt noch hinzu: „weder der jetzige Herr Inhaber / noch die vorige allda jemahls wohnhafft gewesen“.
Der jetzige Schlossbau stammt aus dem 18. Jahrhundert, wurde aber im 19. Jahrhundert verändert. Es ist ein zweigeschossiger rechteckiger Bau (Grundriss 22 mal 16 Meter), der von einem Walmdach gedeckt ist. Er besitzt vier Ecktürmchen mit einem Durchmesser von jeweils fünf Metern. Diese sind bereits auf dem Urkataster von 1832 zu erkennen. Im Westen ist die Schlossmauer noch erhalten.

## Geschichte
Als erster tritt hier 1384 Eglof von Schermer zu Schermau, genannt zu Haag, auf; 1378 ist er Richter zu Landau an der Isar, 1387 Richter zu Griesbach, 1394 wird er als herzoglicher Administrator von Kloster Aldersbach genannt. 1399 ist er Kastner zu Landshut. Nach seinem Tod († 8. Januar 1421) gelangt Schermau an Georg Schermer zu Schermau, der als Pfleger von Altnußberg genannt wird. Ihm folgt Eglof Schermer nach, der 1479 in Regensburg lebte und sich 1491 „von Niederaltaich“ nannte. Er übergibt am 31. März 1486 seinen Sitz mit Sedelhof, Wassergraben und Weiher an das Kloster Niederaltaich. Das Kloster bleibt bis zur Säkularisation der Lehensherr von Schermau. Weitere Schermer tauchen noch 1488 bei dem Verkauf des Sitzes Eggenfelden auf.
Als Lehensträger des Klosters folgt am 29. November 1503 Wolfgang Grötzler, 1504 Landgegenschreiber und ab 1512 Rentschreiber zu Landshut. 1533 erkaufen Gundorfer und Hanns die Grötzler von der Witwe nach Pankraz Siegler zu Schermau deren Behausung. Um 1547 folgt Bernhard Pätzinger zu Schermau und Töding (heute ein Ortsteil von Moosthenning), Bürger und Mitglied des Inneren Rates von Landshut. Danach kommt Georg Pätzinger zu Schermau, der auch Bürgermeister von Landshut war († 20. Februar 1572). Die nächsten sind als Vormünder des Bernhard Pätzinger Christoph, Georg, Anna und Dorothea Pätzinger. Als letzter dieses Geschlechts zwischen 1597 und 1622 ist hier Christoph Pätzinger zu Schermau, auch Bürgermeister und Landständekommissär zu Landshut († 3. März 1622). Auf dem Erbweg gelangt Schermau bis 1627 an den Christoph von Asch. Ihm folgt bis zu ihrem Tod († 10. Juni 1634) Dorothea von Asch. Ebenfalls auf dem Erbweg kommt Schermau an Ursula Ernst von Hagsdorf. Nach ihrem Tod († 4. September 1651) wird hier Anna Maria Ernst von Hagsdorf, verheiratet mit Freiherr Lösch von Hilgertshausen, genannt.
Nach weiteren vier Generationen wird Schermau von der Witwe Maria Carolina Lösch Freifrau von Hilgertshausen am 16. September 1768 an Maximilian Franz Joseph von Berchem, zuletzt Hofkammerpräsident unter Kurfürst Maximilian III. Joseph, verkauft. Ihm folgt sein Neffe Maximilian Graf von Berchem (Sohn der Karl von Berchem, Viztum zu Burghausen und der Josepha Gräfin von Taufkirchen). Er verkauft Schermau am 14. Mai 1798 an Anna Freifrau von Grießenbeck. Nach ihrem Tod († 5. Dezember 1833 auf Thürnthenning) kommt Schermau auf dem Erbweg an Johann Baptist von Grießenbeck, Major des Landwehrbataillons Dingolfing. Er verkauft Schermau am 28. September 1846 an den königlichen Advokat N. Hohenthaner. Am 16. August 1847 gibt dieser Schermau weiter an Clemens August Graf von Waldkirch, Staatsrat, Mitglied der Kammer der Reichsräte und Kreisinspektor in Niederbayern. Im frühen 20. Jahrhundert fiel das Schloss durch Erbschaft an Konrad von Malsen-Waldkirch aus der Familie der Freiherren von Malsen.